# Juhász Vince
Juhász Vince (2000. december 18. –) magyar színész.

## Életpálya
Az abaújszántói Ilosvai Selymes Péter Általános Iskola drámatagozatán tanult, majd a szerencsi Bocskai István Katolikus Gimnáziumban érettségizett. 2019-2024 között a Színház- és Filmművészeti Egyetem hallgatója volt, Zsótér Sándor és Szilágyi Bálint osztályában. 2024-től a Budaörsi Latinovits Színház tagja.

## Színházi szerepei

### Budaörsi Latinovits Színház
- Ödön von Horváth: Kasimir és Karoline
- Ivan Viripajev: Részegek (Gabriel)
- Székely Csaba: Az igazság gyertyái (Pintér, csendőrtiszt)
- Shakespeare: h.ml.t (Marcellus)
- Tennessee Williams: A vágy villamosa (Pablo)
- Molnár Ferenc: Liliom
- Bertolt Brecht – Paul Dessau: Kurázsi és gyerekei (Boci)
- Heinrich Böll – Bereményi Géza: Katharina Blum elvesztett tisztessége (Detektív, Hoteltulajdonos, Kommandós, Taxis, Telefonáló, Újságíró)
- Thomas Vinterberg – Tobias Lindholm: Vadászat (Marcus, Lucas fia)
- Nyitrai László – Máthé Zsolt – Erich Kästner – Lőkös Ildikó – Szemán Béla: Emil és a detektívek (Traugott)

### További szerepei
- Vilmányi Benett: Színész, szegény (Vince)
- Pedro Calderón de la Barca: Az élet álom (Basilino, Cotaldo)
- Henrik Ibsen nyomán: Babaház (Vince)
- Moliére Tartuffe (Orgon)
- Lewis Carroll-Roland Schimmelpfennig: Alice Csodaországban (Hernyó)
- Elise Wilk: Eltűntek (Szereplő)
- Samuel Beckett: Godot-ra várva (Estragon)
- Csokonai Vitéz Mihály: Az özvegy Karnyóné s két szeleburdiak (Karnyóné)
- Szálinger Balázs: Kályha Kati (Román tiszt, Román közlegény)
- Beaumarchais: Figaro házassága (Figaro)

## Film- és sorozatszerepei
- Zanox – Kockázatok és mellékhatások (2022)
- Jövő nyár (2022)
- Tercett – Móricz Zsigmond szerelmei (2023)
- A hét király halála (2023)

## Díjai
- Homonnay István-díj (2016)[4]